# Onze-Lieve-Vrouw-van-Bijstandkapel (Kester)

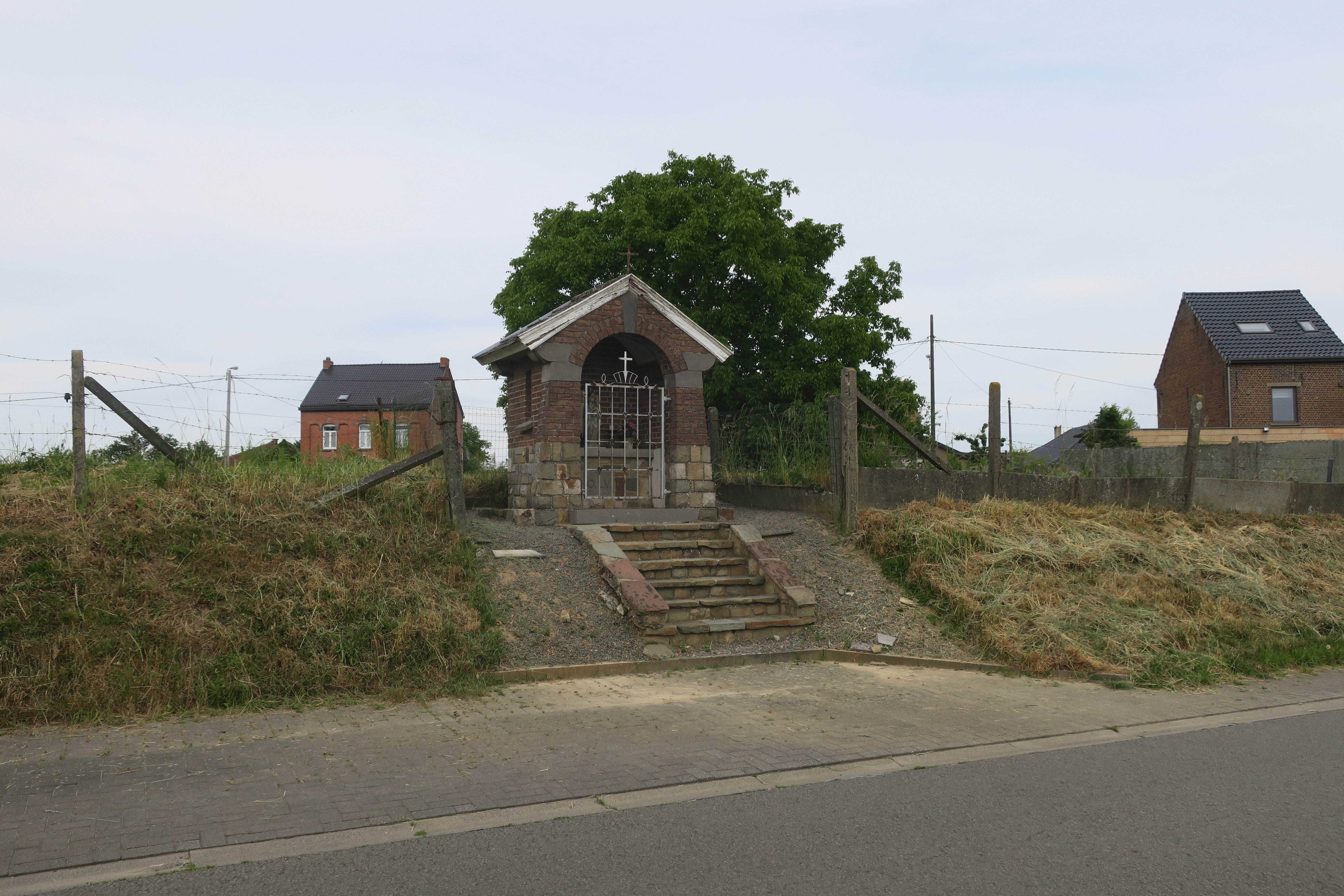
Zicht op de kapel van Onze-Lieve-Vrouw van Bijstand

De Onze-Lieve-Vrouw-van-Bijstandkapel is een kapel in Kester, een deelgemeente van Pajottegem. De kapel is gelegen aan de Kesterweg 10.
De kapel van O.-L.-V. van Bijstand is opgetrokken uit baksteen en bezit een sokkel uit breuksteen. De opbouw is robuust, wat typerend is voor het midden van de 20ste eeuw, met een rondboog die afgesloten wordt met een ijzeren hek. Op het dak staat een ijzeren topkruisje. De kapel werd hoger dan de straat opgericht en is toegankelijk via stenen trappen.

## Historiek
De kapel werd in 1954 gebouwd in opdracht van Jozef (Jef) Tiels als dank voor diens bescherming tijdens de Tweede Wereldoorlog. Tijdens de plechtige inwijding in datzelfde jaar bracht een stoet het volk tot aan het gebouwtje. Voorheen stond er reeds een kapel aan de overkant van de straat. De aannemer van de bouw van de kapel was Albert Appelmans. Hij kreeg daarbij hulp van zijn broer Georges.

## Processie
Tot de jaren 1960 trok er een stoet naar de kapel elke zondag na de kermis. Deze kleine processie vertrok van de meisjesschool in de Ham en vervolgde haar weg via de nieuwe baan om via de Sint-Jozefkapel de Kesterweg in te slaan. Daar werd vervolgens halt gehouden aan de kapel voor een korte plechtigheid ter ere van Onze-Lieve-Vrouw.
Anno 2023 opent de kapel enkel nog op de kermisdag na Pinksteren haar deur. De Heilige Drievuldigheidsprocessie, ook wel paardenprocessie van Kester genoemd, komt er dan voorbij na de halt gehouden te hebben bij de Sint-Jozefkapel.